# 密垫火绒草
密垫火绒草（学名：Leontopodium haastioides）是菊科火绒草属的植物。分布于锡金以及中国大陆的西藏、四川等地，生长于海拔4,450米至5,000米的地区，常生长在高山草甸、岩石上、高山雪线附近的瘠地或冰川冲积地，目前尚未由人工引种栽培。